# Pareulype berberata
Pour les articles homonymes, voir Phalène.
Espèce
Pareulype berberata, la Phalène de l'Epine-vinette, est un papillon de la famille des Geometridae.

## Liste des sous-espèces
Selon Catalogue of Life (30 mai 2015) :
- Pareulype berberata maindroni Herbulot, 1977
- Pareulype berberata mauretanica Reisser, 1934
- Pareulype berberata sineliturata Culot, 1919